# Годлиб
Годлиб (Годолюб, Годелейб, Годлав; ум. 808) — один из удельных князей Союза ободритов. Брат великих князей Союза ободритов — Траскона и Славомира.
Имя происходит от нижненемецкого Годлейфр (Godleifr). Было высказано предположение, что имя может представлять собой просто форму славянского имени Богуслав.
В 808 году после гибели Траскона, он был взят в плен и повешен армией Гудфреда, правителя южной Дании, который напал на племенной союз ободритов и захватил часть их земель, в том числе и поселение Рерик (есть информация, что так называли датчане Велиград). Нельзя абсолютно точно сказать, мог ли он когда-либо стать преемником Траскона на посту великого князя, или продолжил бы руководить лишь какой-то частью племенного союза.
Согласно информации Ф. Виггера, датские и английские источники также называли Годлиба князем варягов.
Писатель Мармье в 1857 году опубликовал легенду, рассказывающую о сыновьях Годлиба:
Другая традиция Мекленбурга заслуживает упоминания, поскольку она связана с историей великой державы. В 8 веке нашей эры племенем ободритов управлял король по имени Годлав, отец трех юношей, одинаково сильных, смелых и жаждущих славы. Первый звался Рюриком, второй Сиваром, третий Труваром. Три брата, не имея подходящего случая испытать свою храбрость в мирном королевстве отца, решили отправиться на поиски сражений и приключений в другие земли. … После многих благих деяний и страшных боев братья, которыми восхищались и которых благославляли, пришли в Руссию. Народ этой страны страдал под бременем долгой тирании, против которой никто больше не осмеливался восстать. Три брата, тронутые его несчастьем, разбудили в нем усыпленное мужество, собрали войско, возглавили его и свергли власть угнетателей. Восстановив мир и порядок в стране, братья решили вернуться к своему старому отцу, но благодарный народ упросил их не уходить и занять место прежних королей. Тогда Рюрик получил Новгородское княжество, Сивар Псковское, Трувар Белоозерское. Спустя некоторое время, поскольку младшие братья умерли, не оставив детей, Рюрик присоединил их княжества к своему и стал главой династии, которая царствовала до 1598 года